# Tuareg - Il guerriero del deserto
Tuareg - Il guerriero del deserto è un film del 1984 diretto da Enzo G. Castellari.

## Trama
In una zona sperduta del Sahara, un tempo governata dai francesi, due uomini assetati finiscono nel campo di un guerriero tuareg dove ricevono acqua e riparo. I soldati del nuovo governo arabo giungono su di una Jeep e chiedono che i due uomini vengano consegnati a loro. Il guerriero rifiuta, citando le sacre leggi dell'ospitalità. I soldati uccidono uno degli uomini e portano via l'altro. Il guerriero sale sul suo cammello e parte per salvare il suo ospite rapito.